# Joseph Ritson

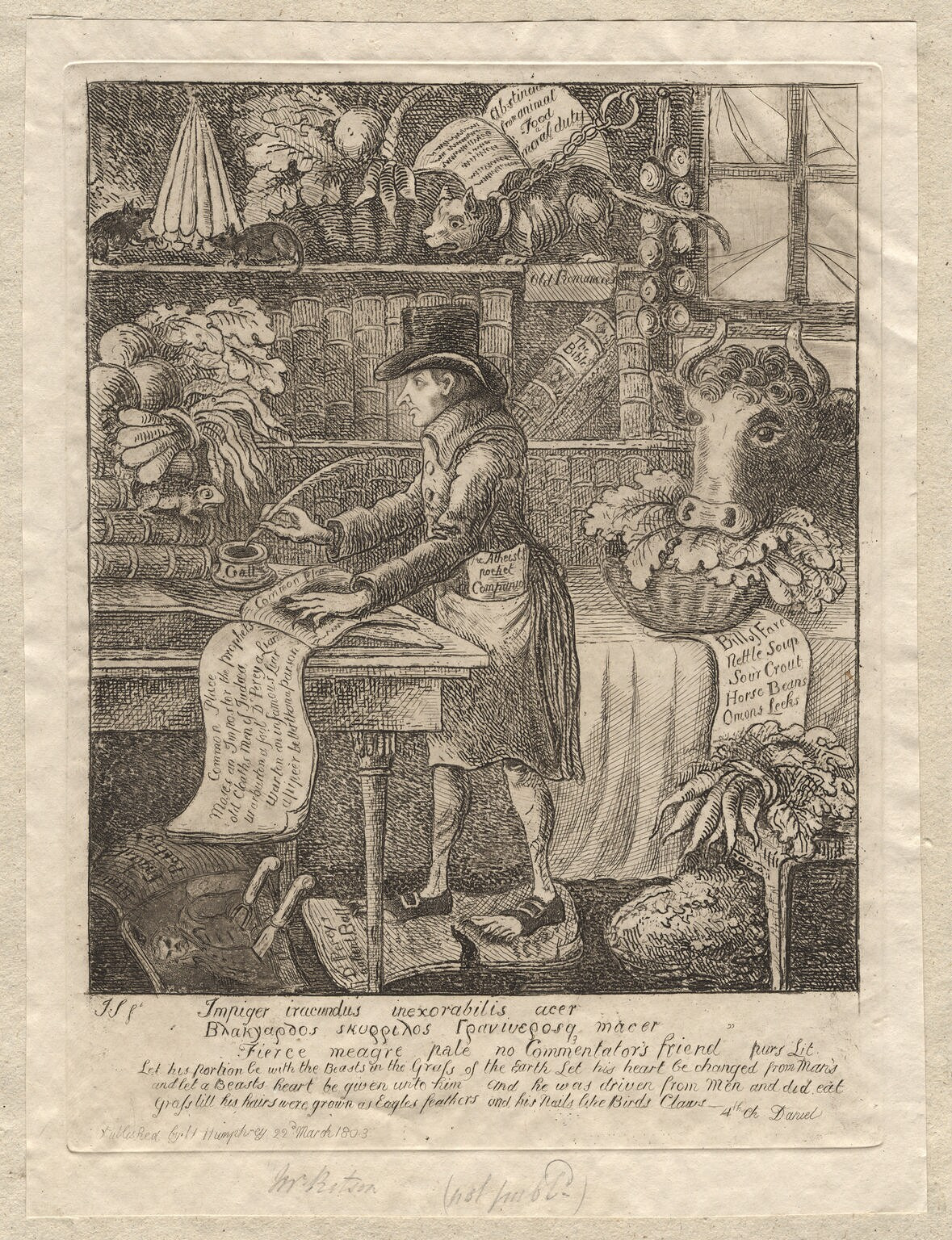
Joseph Ritson (Kupferstich von James Sayers, 1803)

Joseph Ritson (* 2. Oktober 1752 in Stockton-on-Tees, County Durham; † 23. September 1803 in Hoxton, London) war ein englischer Antiquar und Rechtsgelehrter. Er machte sich einen Namen als Sammler alter Nationalgesänge.

## Leben
Joseph Ritson entstammte einer in Westmorland ansässigen Familie von Yeomen. Er studierte Rechtswissenschaften vor allem bei dem auf Eigentumsübertragungen spezialisierten Notar Ralph Bradley und arbeitete danach, als er sich 1775 im Alter von 22 Jahren in London niedergelassen hatte, in derselben juristischen Sparte.
In seiner Freizeit widmete sich Ritson der Literatur und veröffentlichte 1782 eine in literarischen Kreisen großes Aufsehen erregende harsche Kritik an Thomas Wartons Werk The History of English Poetry. Der Tonfall dieser Observations war sehr beleidigend; Warton wurde darin als prahlerischer Heuchler dargestellt, der seine Unwissenheit durch Lügen zu verbergen suche. Bei den meisten von ihm untersuchten und bemängelten Punkten, die oft nur Kleinigkeiten darstellten, befand sich Ritson im Recht, und seine Korrekturen wurden in der Folge übernommen; doch die raue Formulierung seiner Kritik rief damals großen Ärger hervor. Ebenso heftig griff er 1783 die von Samuel Johnson und George Steevens 1778 herausgegebene Edition der Werke Shakespeares an. Als nächsten attackierte er Bischof Percy im Vorwort zu einer Sammlung von Ancient Songs (gedruckt 1787, datiert 1790, veröffentlicht 1792).
Immerhin scheute Ritson keinerlei Mühen, selbst Texte alter englischer Lieder, Balladen und Versromane mit größtmöglicher Sorgfalt zu edieren. Seine bedeutendste Leistung ist wohl seine Sammlung von Robin-Hood-Balladen. Sir Walter Scott, der Ritsons Fleiß und seine Genauigkeitsliebe schätzte, war einer der Wenigen, die mit ihm auskamen. Doch als er einmal in Scotts Abwesenheit äußerst unhöflich mit dessen Gattin sprach, erhielt er die Drohung, dass er aus dem Fenster geworfen würde.
Bereits 1796 zeigte Ritson Anzeichen eines Nervenzusammenbruchs. Am 10. September 1803 verfiel er in eine Geisteskrankheit, verbarrikadierte sich in den Räumen von Gray’s Inn, verbrannte Manuskripte und wurde schließlich zwangsweise nach Hoxton geschafft, wo er am 23. September 1803 im Alter von knapp 51 Jahren starb.

## Schriften (Auswahl)
- A Select Collection of English Songs. 3 Bände. Johnson, London 1783, (Digitalisate: Band 1. Band 2. Band 3.).
- Robin Hood: A Collection of all the Ancient Poems, Songs, and Ballads, now extant, relating to that celebrated English Outlaw. 2 Bände. Egerton u. a., London 1795.
- Bibliographia Poetica: A Catalogue of Engleish Poets, of the Twelfth, Thirteenth, Fourteenth, Fifteenth, and Sixteenth Centurys, with a Short Account of their Works. Nicol, London 1802, Digitalisat.